# Noureddine Bedoui
Pour les articles homonymes, voir Bedoui.
Noureddine Bedoui, né le 22 décembre 1959 à Aïn Taya, est un homme d'État algérien.
Il est ministre de l'Intérieur de 2015 à 2019. À la suite de la démission d’Ahmed Ouyahia dans le cadre du Hirak, en mars 2019, il est nommé Premier ministre. Il démissionne en décembre 2019, après l’investiture du président Abdelmadjid Tebboune.
Il est condamné à dix ans de prison en 2022 pour corruption.

## Biographie

### Origines et formation
Noureddine Bedoui naît le 22 décembre 1959 à Aïn Taya, dans une famille originaire de Ouargla,,.
En 1985, Noureddine Bedoui intègre l'École nationale de l'administration (ENA) dans la promotion Mohamed Laid Al Khalifa. Il en sort diplômé, et devient par la suite auditeur à la Cour des comptes puis cadre de wilayas et quatre fois wali (wilayas de Sidi Bel-Abbés, de Bordj-Bou-Arreridj, de Sétif et de Constantine),,.

### Parcours politique
Sans étiquette, il est ministre de la Formation et de l'Enseignement professionnels du 11 septembre 2013 au 14 mai 2015, avant d'être nommé ministre  de l’Intérieur et des Collectivités locales le 14 mai 2015.
Le 12 mars 2019, il devient Premier ministre, après la démission d'Ahmed Ouyahia et le retrait d'Abdelaziz Bouteflika à l’élection présidentielle, dans le cadre de manifestations de masse,. Le 14 mars, la formation du gouvernement est annoncée pour la fin semaine suivante au maximum. Le délai est largement dépassé. Il est finalement formé le 31 mars. Deux jours plus tard, le 2 avril, le président Abdelaziz Bouteflika démissionne. En septembre 2019, dans la perspective de l'élection présidentielle algérienne de 2019, et alors que les manifestants continuent à réclamer son départ, Reuters et Jeune Afrique annoncent sa démission prochaine,.
Il est considéré comme un proche de Nacer Bouteflika, frère de l'ancien président.
Le 19 décembre 2019, jour de l'investiture du président Abdelmadjid Tebboune, il présente sa démission ainsi que celle de son gouvernement. Sabri Boukadoum, le remplace à la tète du gouvernement.

### Procès et condamnation
Le 23 août 2022, Noureddine Bedoui est placé sous mandat de dépôt pour des faits de corruption présumée,.
Jugé à partir du 28 novembre 2022, en tant que wali de Constantine, il est condamné le 1er décembre à dix ans de prison pour, notamment, « dilapidation de deniers publics, abus de fonction et octroi d'indus privilèges lors de conclusion de marchés publics ».
En juin 2023, il est condamné à cinq ans de prison, peine liée principalement à des conditions de passation de marchés pour la réalisation de l'aérogare de Constantine, peine ramenée en appel à quatre ans en novembre 2023.

## Détail des mandats et fonctions

### Gouvernement
- 11 septembre 2013 – 14 mai 2015 : ministre de la Formation et de l’Enseignement professionnels (gouvernements Sellal II et Sellal III)
- 14 mai 2015 – 25 mai 2017 : ministre de l'Intérieur et des Collectivités locales (gouvernement Sellal IV)
- 25 mai 2017 – 31 mars 2019 : ministre de l'Intérieur, des Collectivités locales et de l'Aménagement du territoire (gouvernements Tebboune et Ouyahia X)
- 12 mars 2019 - 19 décembre 2019 : Premier ministre (gouvernement Bedoui)

### Niveau local
- Secrétaire général de la wilaya d'Oran
- Wali de Sidi Bel Abbès
- Jusqu'au 17 avril 2004 : wali de Bordj Bou Arreridj
- 17 avril 2004 – 30 septembre 2010 : wali de Sétif
- 30 septembre 2010 – 11 septembre 2013 : wali de Constantine